# American Well
American Well, также известная как Amwell — частная американская компания, специализирующаяся на оказании услуг телемедицины. Базируется в Бостоне, штат Массачусетс. Основной принцип работы — коммуникации пациентов со врачами по защищённым каналам видео-связи. Компания предоставляет экстренную помощь в режиме телеконференций для пациентов в 44 штатах. Сервис работает на компьютерах, а в 2013 году American Well выпустила мобильные приложения для операционных систем Android и iOS. Приложения предоставляют оптимизированную для мобильных устройств версию тех же видеоуслуг.

## История
American Well была основана в 2006 году братьями докторами Идо и Роем Шёнбергами. Первоначально American Well обслуживала компании в сфере медицинского страхования. В 2008 году компания подписала контракт с Гавайской ассоциацией медицинского обслуживания, представителем ассоциации Blue Cross Blue Shield. С тех пор клиентами компания стали ещё 23 члена Blue Cross Blue Shield, включая WellPoint. В 2009 году American Well привлекла 10 миллионов долларов венчурного финансирования от неназванных инвесторов. В 2012 году объёмы этого финансирования были увеличены до 37 миллионов долларов. В 2013 году компания объявила, что будет продавать свои услуги напрямую потребителям. После того, как услуги компании стали доступны широкой публике, сервис стал популярным. В 2014 году American Well привлекла ещё 81 миллион долларов венчурных инвестиций, причём первоначально планировалось привлечь 25 миллионов долларов. В 2016 году компания проиграла иск о нарушении патента, поданный конкурентом Teladoc Health. 5 марта 2020 года American Well предложила собственную программу по борьбе с COVID-19, основной идеей которой является необходимость повсеместного обеспечения доступности телемедицины. Также компания создала отдельную рабочую группу по COVID-19.
В марте 2023 года Amwell добавила в свой спектр услуг кардиометаболическую программу, разработанную в партнёрстве с цифровой платформой управления хроническими заболеваниями DarioHealth. Таким образом, пациенты Amwell могут направляться на программу лечения таких хронических заболеваний, как диабет, гипертония, а также на программу по контролю веса.

## Дистанционные консультации врача
Компания предлагает круглосуточный доступ к услугам в режиме телеконференции с лицензированными и дипломированными врачами. Стоимость консультации, как правило, составляет 49 долларов США, и страховка пациента может покрывать оплату частично или полностью. В зависимости от обстоятельств вызова и законов штата, врач может диагностировать некоторые болезни и назначать лекарства. После сеанса телеконференции пациент получает защищённое сообщение с указаниями врача и инструкциями по дальнейшему лечению. Если врач прописал лекарство, рецепт будет отправлен в электронном виде в аптеку по выбору пациента.
В American Well работают врачи из Online Care Group, национальной группы первичной медицинской помощи. Они должны быть лицензированы и аттестованы в нескольких штатах, чтобы практиковать онлайн.

## Мобильное приложение
American Well создала собственное приложение для потребителей. Приложение связывает людей со врачами по защищённому каналу видеосвязи, без необходимости записываться на приём.
В 2013 году с открытием доступа общественности к своим услугам компания American Well выпустила мобильное приложение Amwell для операционных систем Android и iOS. В 2014 году Amwell преодолела отметку в 1 миллион загрузок, и аналитическая компания App Annie назвала её самой популярной программой дистанционного здравоохранения года. В сентябре 2014 года American Well объявила о своей интеграции с приложением Apple под названием Health, совместное приложение было представлено в разделе «Приложения для здоровья» в App Store. В марте 2015 года Amwell получила первую аккредитацию Американской ассоциации телемедицины для онлайн-консультаций с пациентами.